# Robert Pecl
Robert Pecl (1965. november 15. –) osztrák labdarúgó. 1986 és 1995 között az Rapid Wien játékosa volt.